# Jules Colomb
Jules Colomb (* 24. Dezember 1816 in Saint-Prex; † 26. Mai 1893 ebenda, heimatberechtigt in Saint-Prex) war ein Schweizer Politiker.

## Biografie
Jules Colomb war von 1847 bis 1852 Beisitzer am Friedensgericht, ehe er von 1875 bis 1877 stellvertretender Richter am Zivilgericht wurde. Von 1876 bis 1883 war er zudem als Zivilstandsbeamter tätig.
Sein erstes politisches Amt nahm er von 1849 bis 1852 als Grossrat des Kantons Waadt wahr, wo er später nochmals von 1878 bis 1888 Einsitz nahm. Er vertrat radikale Ansichten. Von 1869 bis 1893 war er als Gemeindepräsident in seinem Heimatort Saint-Prex tätig und war 1884 Mitglied des Verfassungsrats. Im Jahre 1879 gelang ihm die Wahl in den Nationalrat, wo er bis 1893 amtete. Ferner war er von 1886 bis 1893 Präsident der Gebäudesteuerkommission. 
Colomb war von Beruf Landwirt. In der Schweizer Armee war er Oberstleutnant und im Jahr 1847 Aide-Major im Sonderbundskrieg.